# 種市町
種市町（たねいちまち）は、岩手県の最北端に位置し、太平洋に面していた町である。2006年（平成18年）1月1日に大野村と合併して洋野町となり消滅した。

## 歴史

### 沿革
- 1889年（明治22年）4月1日 - 町村制が施行される。
  - 種市村が単独で村制施行し、北九戸郡種市村が成立。
  - 旧・中野村、有家村、小子内村が合併し、北九戸郡中野村が成立。
- 1897年（明治30年）4月1日 - 南九戸郡と北九戸郡が合併し、九戸郡となる[1]。
- 1951年（昭和26年）4月1日 - 種市村が種市町となる[2]。
- 1955年（昭和30年）2月11日 - 種市町と中野村が合併し、新たに種市町が成立する。
- 2006年（平成18年）1月1日 - 大野村と合併し、洋野町が成立する。

## 行政
- 最後の町長：玉澤 修（たまざわ おさむ・2003年4月30日就任）
- 町のマスコット：ダイちゃん - 南部もぐりの潜水士。合併後の洋野町でもシンボルキャラクターに制定されている[3]。

## 経済

### 漁業
- ウニ、ホヤが特産物である。
  - 角浜漁港
  - 川尻漁港
  - 種市漁港
  - 鹿糠漁港
  - 戸類家漁港
  - 宿戸漁港
  - 小子内漁港
  - 有家漁港
  - 高家漁港

## 交通

### 鉄道
- 東日本旅客鉄道（JR東日本）
  - 八戸線 ： 角の浜駅 - 平内駅 - 種市駅 - 玉川駅 - 宿戸駅 - 陸中八木駅 - 有家駅 - 陸中中野駅

### バス
- JRバス東北
  - 八木線
- 種市町営バス

### 道路
- 一般国道
  - 国道45号
- 主要地方道
  - 岩手県道20号軽米種市線
- 一般県道
  - 岩手県道139号陸中中野停車場線
  - 岩手県道150号種市停車場線
  - 岩手県道164号明戸八木線
  - 岩手県道216号八木港線
  - 岩手県道247号角ノ浜玉川線
  - 岩手県道269号明戸種市線

### 港湾
- 八木港

## 名所・旧跡・観光
- 種市海浜公園
  - 江戸ケ浜海水浴場